# Космос-1360
Космос-1360 (Стрела-1М № 236) — телекоммуникационный спутник серии Стрела-1М Министерства обороны СССР.
Спутник был запущен с 6 мая 1982 года со стартовой площадки 132/2 космодрома Плесецк ракетой-носителем Космос-3М вместе с семью другими спутниками Стрела-1М. Спутники были выведены на низкую околоземную орбиту для ретрансляции сообщений в режиме «запись-воспроизведение» с сохранением сообщения в бортовом запоминающем устройстве и ретрансляции его в заданное время или по команде с Земли в зоне видимости принимающего абонента.